# José de Almeida Camargo
José de Almeida Camargo (Amparo, 1º de outubro de 1903 — ?, 11 de abril de 1937) foi um político brasileiro. Exerceu o mandato de deputado federal constituinte por São Paulo em 1934.
Almeida Camargo era filho de Laudo Ferreira de Camargo e Noêmia de Almeida Camargo. Laudo era jurista e, em 1931, foi interventor federal em São Paulo, além de, nos anos de 1932 a 1951, ter atuado como ministro do Supremo Tribunal Federal.
José estudou em Ribeirão Preto (SP) e foi presidente do Centro Ginasial. Depois de formado no Ensino Médio, estudou na Faculdade de Medicina de São Paulo, onde se formou no ano de 1926. Sua tese de doutorado era intitulada "Introdução ao Estudo das Síndromes Extrapiramidais".
Depois de sua formação, Almeida Camargo, juntamente com outros colegas do curso, idealizou e fundou a Associação dos Antigos Alunos da Faculdade de Medicina da Universidade de São Paulo (AAAFMUSP). A associação foi oficialmente inaugurada no dia 5 de junho de 1930 e o primeiro presidente era Ernesto de Souza Campos, enquanto José atuou como segundo presidente.

## Vida Profissional
A vida profissional de José de Almeida teve seu início na Sociedade de Beneficência Portuguesa e na Santa Casa de Misericórdia. Ele começou a atuar como clínico geral e, em 1929, tornou-se assistente da Faculdade de Medicina de São Paulo.
No ano de 1931, decidiu se tornar secretário de Laudo e, em 1932, participou da Revolução Constitucionalista de São Paulo. Durante a revolução ele foi um dos soldados do Batalhão 14 de Julho, que era comandado por Leite Penteado e pelo coronel Brasílio Taborda, lutando na Zona Sul do estado de São Paulo.
A Federação dos Voluntários de São Paulo foi uma organização renomada durante a revolução e José era um de seus fundadores, além de ter atuado como seu presidente no ano de 1934. Foi indicado pela Federação, em maio de 1933, para concorrer ao cargo de suplente na Assembleia Nacional Constituinte, para o qual conseguiu ser eleito, devido à desistência de Valdomiro Silveira. No mês de novembro do mesmo ano, assumiu o posto pela Chapa Única por São Paulo Unido. Seu mandato duraria até o ano seguinte, entretanto a nova Carta Magna foi promulgada no dia 16 de julho de 1934, o que o fez permanecer no cargo até maio de 1935.
Além de todas essas funções que exerceu, ainda foi um dos membros da coordenação e do setor de higiene e medicina social da Sociedade de Estudos Políticos, uma entidade que debatia a doutrina integralista.

Na área da comunicação, colaborou em muitos jornais e revistas de São Paulo e, somando-se a isso, publicou a obra A Doutrina de Freud, em 1926.